# Forstinning
Forstinning est une commune de Bavière (Allemagne), située dans l'arrondissement d'Ebersberg, dans le district de Haute-Bavière.